# 218P/LINEAR
La comète LINEAR, officiellement 218P/LINEAR, est une comète périodique du système solaire, découverte le 29 avril 2003 par le programme LINEAR.